# Паспорт гражданина Монголии
Паспорт гражданина Монголии — официальный документ, выдающийся гражданам Монголии для удостоверения личности и для поездок за границу.
В Средние века Монгольская империя выдавала паспорта (Гереге) чиновникам и эмиссарам, эти паспорта давали им возможность использовать для путешествий расположенные по всей империи почтовые станции (ям).
В настоящее время[когда?] все граждане Монголии обязаны зарегистрироваться и подать заявление на гражданский паспорт (теперь называемый гражданским удостоверением личности (монг. Иргэний үнэмлэх)) в течение 30 дней после достижения 16-летнего возраста. Это форма удостоверения личности для этих часто кочевых людей.
Заграничные паспорта выдаются гражданам Монголии для международных поездок. Новые монгольские паспорта выдаются Министерством иностранных дел (МИД) в Улан-Баторе или в посольствах Монголии по всему миру.

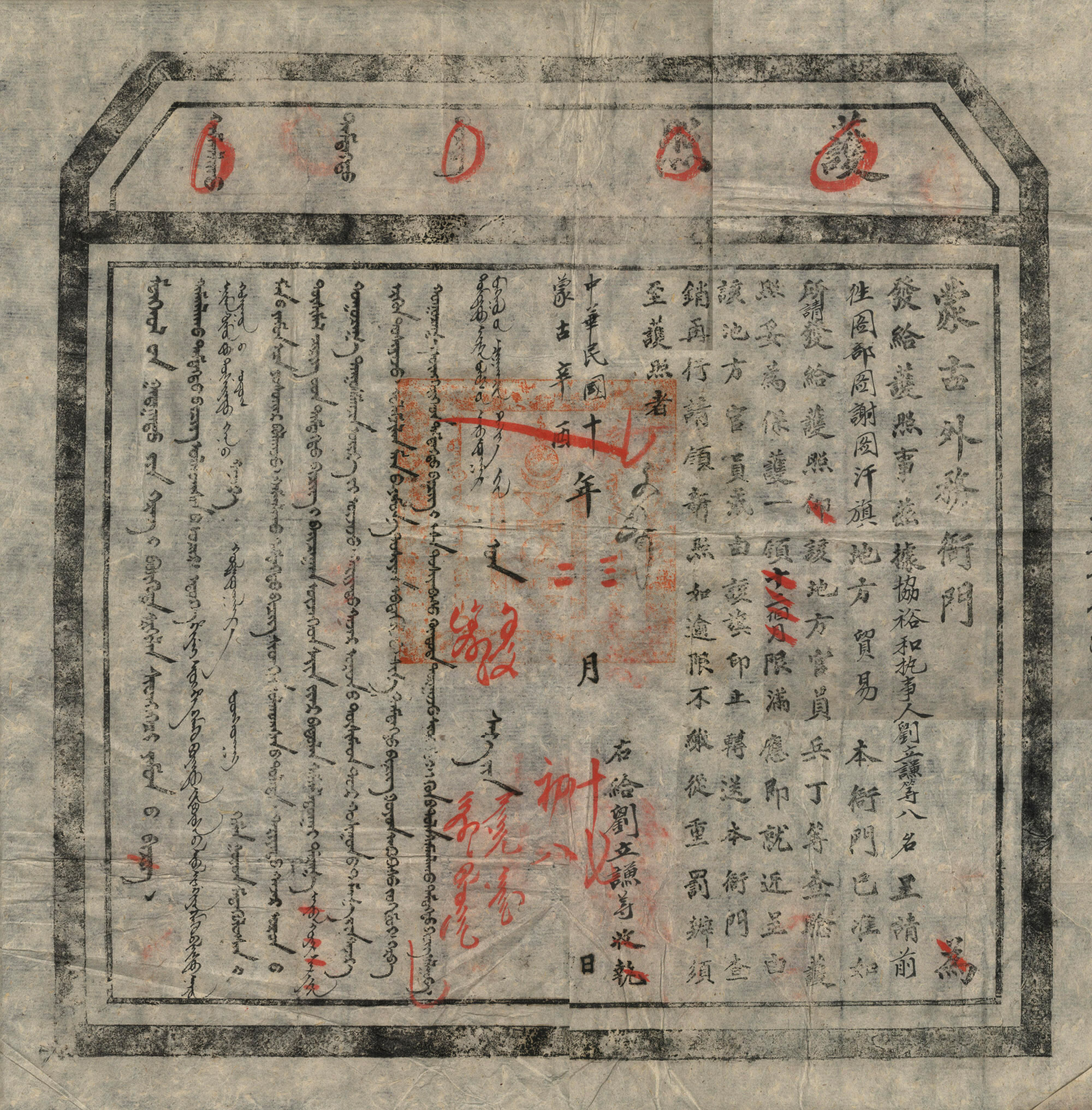
Выданный в 1920 году паспорт

Иностранцы также могут приобрести гражданство Монголии. Существует несколько вариантов.
1. Необходимо прожить в стране не менее 5 лет, имея при этом доход, в 10 раз превышающий минимальную зарплату.
2. Желающий получить монгольское гражданство, должен вложить в экономику своей второй родины 2 миллиона долларов (почти 2 миллиарда монгольских тугриков). Правительство Монголии уже приняло соответствующее положение[1].
3. Получить монгольский паспорт может иностранец, имеющий редкую профессию или получивший мировое признание в любой сфере науки или культуры.

Монгольское гражданство даёт людям, желающим работать в этой стране, множество льгот. В частности, право на приобретение земли и недвижимого имущества.

## Монголия и виза

### Азия
| Страны и территории | Условия доступа                                                                                                 |
| ------------------- | --- |
| Бангладеш           | 90-дневная виза, получаемая по прибытии                                                                         |
| Китай               | 90 дней |
| Камбоджа            | 30-дневная виза, получаемая по прибытии по цене $20                                                             |
| Гонконг             | 14 дней |
| Израиль             | 3 мес. |
| Кыргызстан          | 1-месячная виза, выдаваемая по прибытии по цене $35                                                             |
| Лаос                | 30-дневная виза, получаемая по прибытии по цене $30                                                             |
| Макао               | 90 дней |
| Филиппины           | 1 месяц |
| Мальдивы            | 30 дней |
| Непал               | 15/30/90-дневная виза, выдаваемая по ценам $25/40/100 соотв. Архивная копия от 12 марта 2020 на Wayback Machine |
| Филиппины           | 21 дней |
| Сингапур            | 30 дней |
| Сирия               | 15-дневная виза, получаемая по прибытии                                                                         |
| Таиланд             | 30 дней |
| Восточный Тимор     | 30-дневная виза, получаемая по прибытии по цене $30                                                             |

### Америка
| Страны и территории | Условия доступа |
| ------------------- | --------------- |
| Куба                | 30 дней         |
| Доминика            | 21 дней         |
| Эквадор             | 90 дней         |
| Гаити               | 3 months        |

### Африка
| Страны и территории | Условия доступа |
| ------------------- | --- |
| Коморы              | Бесплатная 24-часовая транзитная виза выдается по прибытии в аэропорт. В течение 24 часов это должно быть преобразовано в полную визу в иммиграционном офисе в Морони. (оплачивается плата) |
| Джибути             | Виза на 1 месяц выдается по прибытии за 10 000 DJF. |
| Гамбия              | В порту въезда выдается паспорт на 24-72 часа. Это должно быть преобразовано в полную визу, действительную до 1 месяца, в иммиграционном отделе в Банжуле (оплачивается сбор).              |
| Кения               | 90-дневная виза, получаемая по прибытии по цене$25 Архивная копия от 26 января 2021 на Wayback Machine                                                                                      |
| Мадагаскар          | 90-дневная виза, получаемая по прибытии по ценеMGA 140,000 |
| Мозамбик            | 30-дневная виза, получаемая по прибытии по цене $25 |
| Сейшельские Острова | 1 месяц |
| Танзания            | Виза на 3 месяца выдается по прибытии за $50 |
| Того                | 7-дневная виза, получаемая по прибытии по цене 10,000 CFA |
| Уганда              | Виза на 3 месяца выдается по прибытии за $50. Архивная копия от 25 января 2021 на Wayback Machine                                                                                           |

### Европа
| Страны и территории | Условия доступа                                              |
| ------------------- | ------------------------------------------------------------ |
| Азербайджан         | 30-дневная виза, получаемая по прибытии по цене $100         |
| Армения             | 120-дневная виза, получаемая по прибытии по цене AMD 15,000  |
| Грузия              | Виза выдаётся по прибытии                                    |
| Косово              | 90 дней Архивная копия от 2 сентября 2017 на Wayback Machine |
| Россия              | 30 дней                                                      |

### Океания
| Страны и территории           | Условия доступа                                             |
| ----------------------------- | ----------------------------------------------------------- |
| Острова Кука                  | 31 дней                                                     |
| Федеративные Штаты Микронезии | 30 дней                                                     |
| Ниуэ                          | 30 дней Архивная копия от 16 ноября 2015 на Wayback Machine |
| Палау                         | 30 дней                                                     |
| Самоа                         | 60 дней                                                     |
| Тувалу                        | 1 месяц                                                     |